# Inondations de 2022 à Silchar
 (août 2023).
Les inondations de 2022 à Silchar sont des inondations qui se sont produites dans l'État d'Assam, en Inde, à partir du 19 juin 2022, en raison d'une rupture de la digue de la rivière Barak à Bethkundi.

## Bilan et origines
Les inondations touchent 5,4 millions de personnes dans 32 districts et causent la mort de plus de 200 personnes,. La ville de Silchar, située à seulement 1 kilomètre de la digue, est la plus touchée, avec 90 pour cent de la ville sous l'eau. Bien que plusieurs raisons aient causé les inondations dans la région, l'impact de l'humain dans les origines de ces inondations est prépondérant. Le ministre en chef de l'Assam, Himanta Biswa Sharma, l'a également noté dans son discours au peuple.
Le 2 juillet, un homme nommé Kabul Khan est arrêté pour avoir franchi le remblai à l'origine des inondations. Il avait également filmé la brèche. Le 6 juillet, trois autres personnes sont arrêtées pour cet acte. Le ministre en chef de l'Assam Himanta Biswa Sarma déclare que l'inondation était une calamité provoquée par l'homme et que les responsables seraient sévèrement punis. Il qualifie cet acte de sabotage.
La ville de Silchar est restée submergée pendant 11 jours, l'eau montant jusqu'à 3,6 mètres à certains endroits.